# Alvites (Santiago)
Alvites é uma aldeia portuguesa da freguesia de Santiago da Ribeira de Alhariz e do concelho de Valpaços com cerca de 30 habitantes.

## Topónimo
Alvith nome de um príncipe hérulo do século VI, latinizado Alvitus
- 915, Aluitiz
- 999, Aloiiz e Aloitici
- 1039, Aloitizi
- 1073, Aluitizi
- 1087, Albbitiz
- Século XIII, Alvitez

### Os Hérulos
Os hérulos foram um povo germânico, originários do sul da Escandinávia. Invadiram o Império Romano no século III, provavelmente após serem expulsos de sua região de origem.
Segundo alguns historiadores medievais, os hérulos junto com os godos participaram de várias expedições ao longo da costa saqueando o mar Negro e o mar Egeu (260).
São mencionados pela primeira vez em fontes romanas do século III quando em 268 e 269 participaram de uma coligação bárbara que reunia os pecinos e os carpianos, as pequenas tribos germânicas, mas também os gépidas e sobretudo os godos. Este exército reunido, que contava com mais de 300.000 guerreiros (cifra certamente exagerada por cronistas romanos e gregos), atacou as forças do imperador Claudio II sobre o Danúbio.
Fixaram-se na costa do mar Negro, onde foram dominados pelos Ostrogodos e pelos Hunos, entre o século III e o século IV. Alguns de seus integrantes emigraram para a Escandinávia e outros envolveram-se como mercenários do exército do Império Romano do Oriente.
Depois de uma campanha militar contra os vândalos (476 - 477) que ocupavam a Sicília e a anexação da Dalmácia, Zenão, preocupado com os recentes sucessos do rei germânico Odoacro, estimulou Teodorico, o Grande, rei dos ostrogodos, a invadir a Península Itálica. Teodorico derrotou Odoacro em Verona (489) e, depois de um longo assédio a Ravena, o obrigou a capitular (493), para depois julgá-lo por traição

## Atividade Económica
Os Alvitenses dedicam-se à agricultuta e criação de gado, o vinho é famoso na região, devido à sua qualidade, produz-se também azeite.

## Galeria Fotográfica

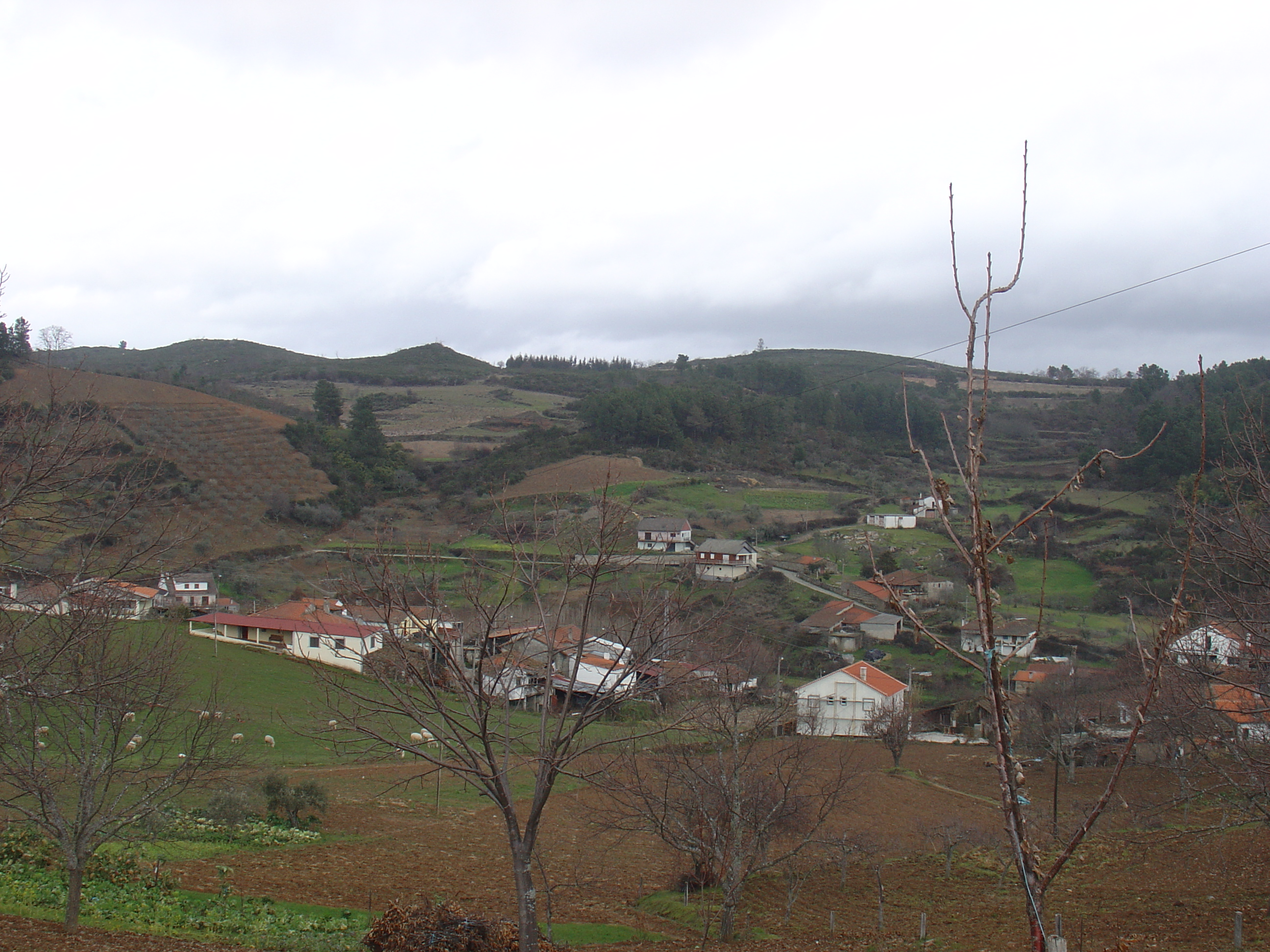
Alvites vista geral
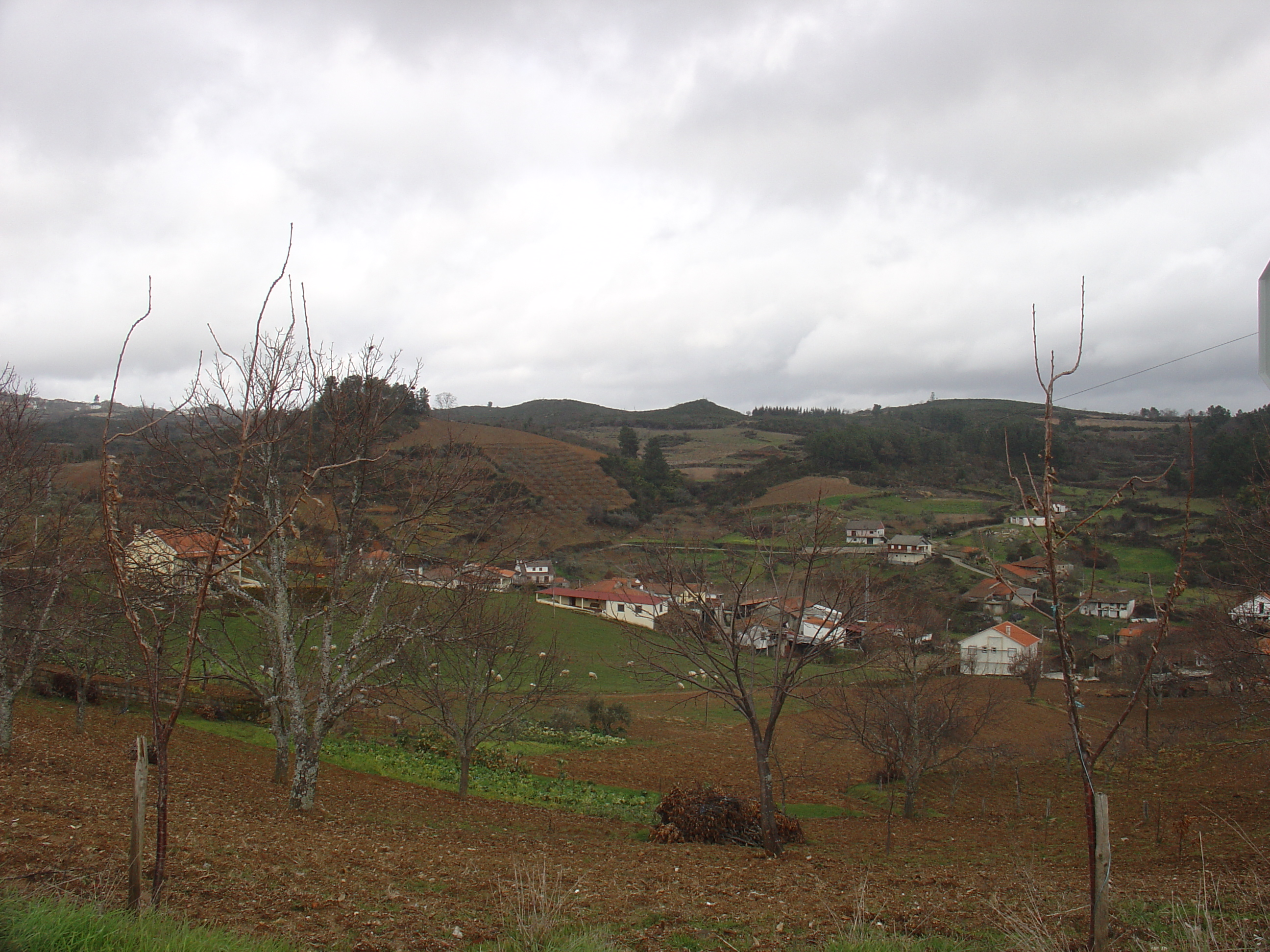
Alvites vista 2
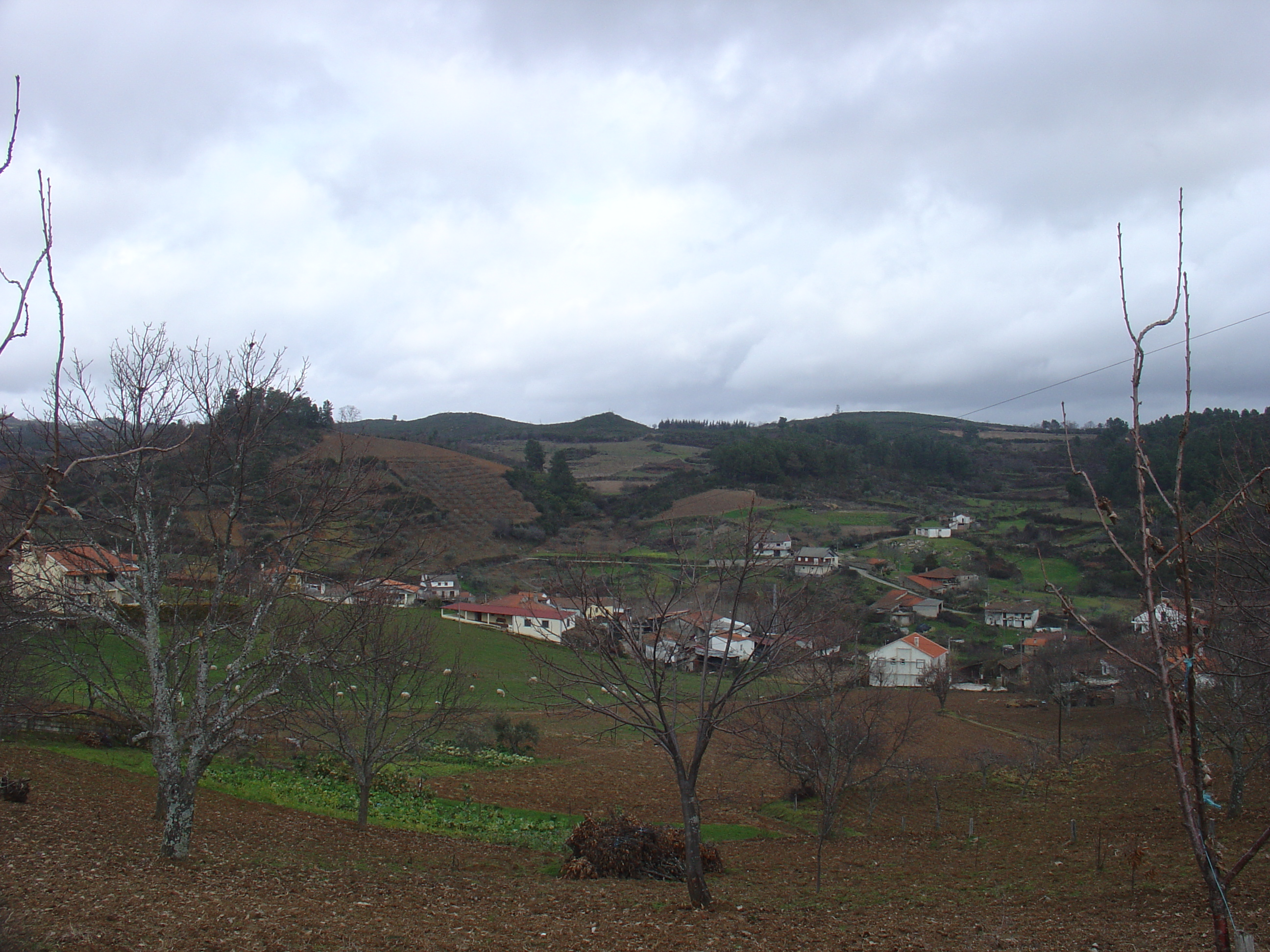
Alvites vista 3
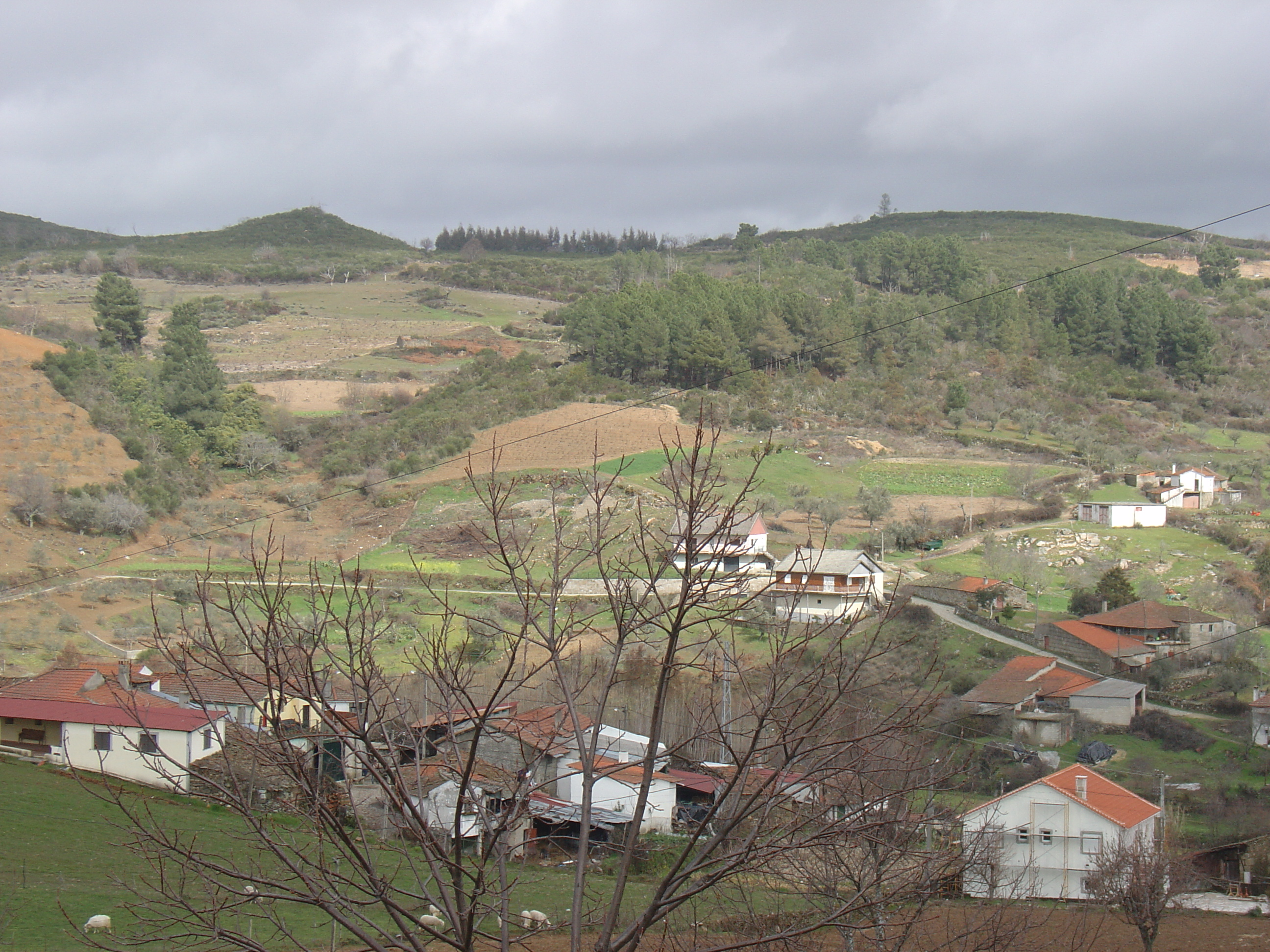
Alvites vista 4